# Psittacus
A jákópapagáj (Psittacus) a madarak (Aves) osztályának papagájalakúak (Psittaciformes) rendjébe, ezen belül a papagájfélék (Psittacidae) családjába tartozó nem.

## Rendszerezés
A nembe az alábbi 2 faj tartozik:
- Szürke jákópapagáj (Psittacus erithacus) Linnaeus, 1758 - típusfaj
- Kis jákópapagáj (Psittacus timneh) Fraser, 1844 - korábban a szürke jákópapagáj alfajának vélték